# Адмиралтейство (Гонконг)

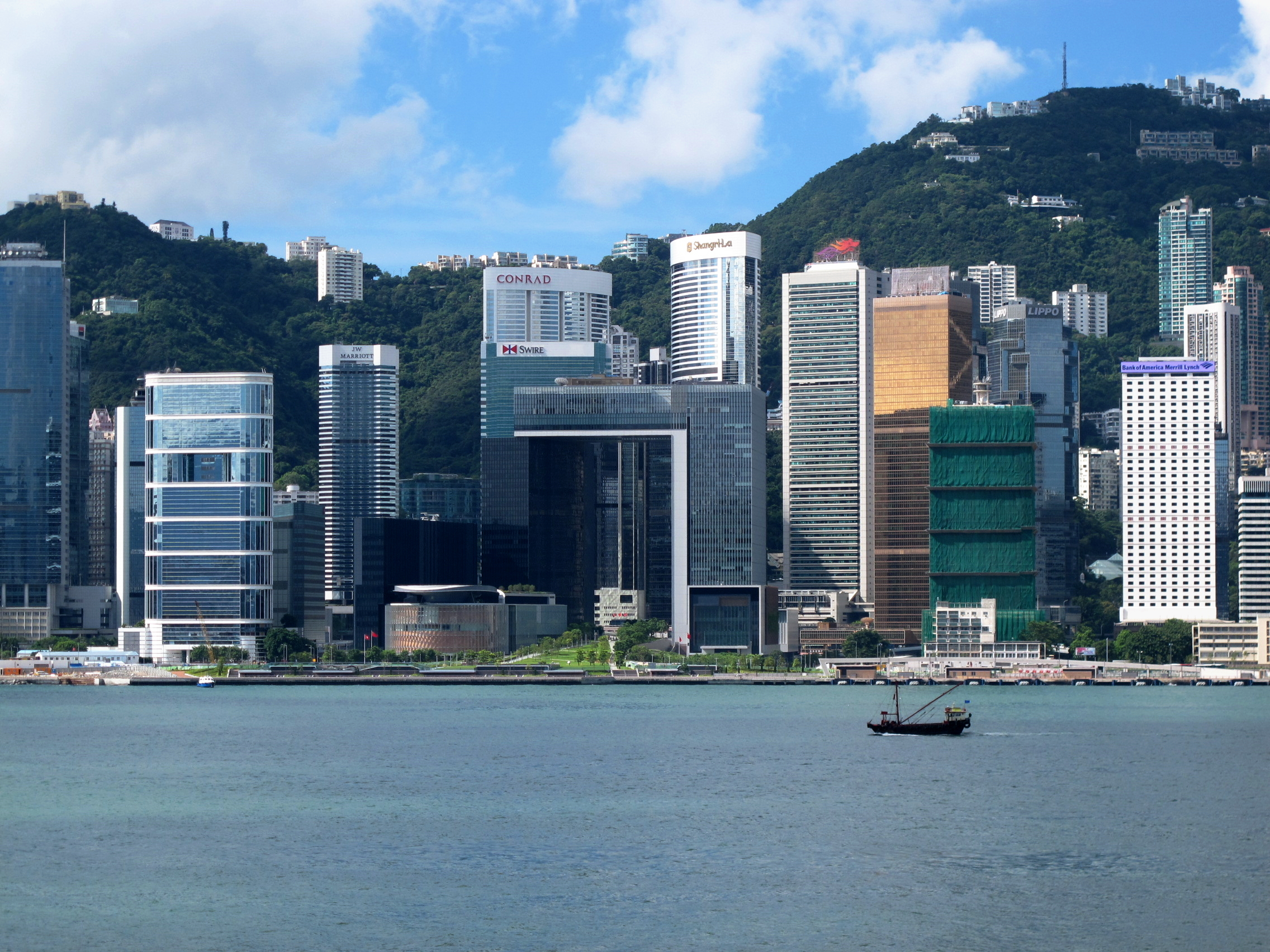
Береговая линия района Адмиралтейство

Адмиралтейство (Admiralty, 金鐘 или Камчун) — гонконгский район, входящий в состав округа Сентрал-энд-Вестерн. Является восточной частью центрального делового района Гонконга (в который также входит район Центральный, расположенный западнее Адмиралтейства). Своё название район получил от военных доков, входивших в состав бывшей британской военно-морской базы.

## История

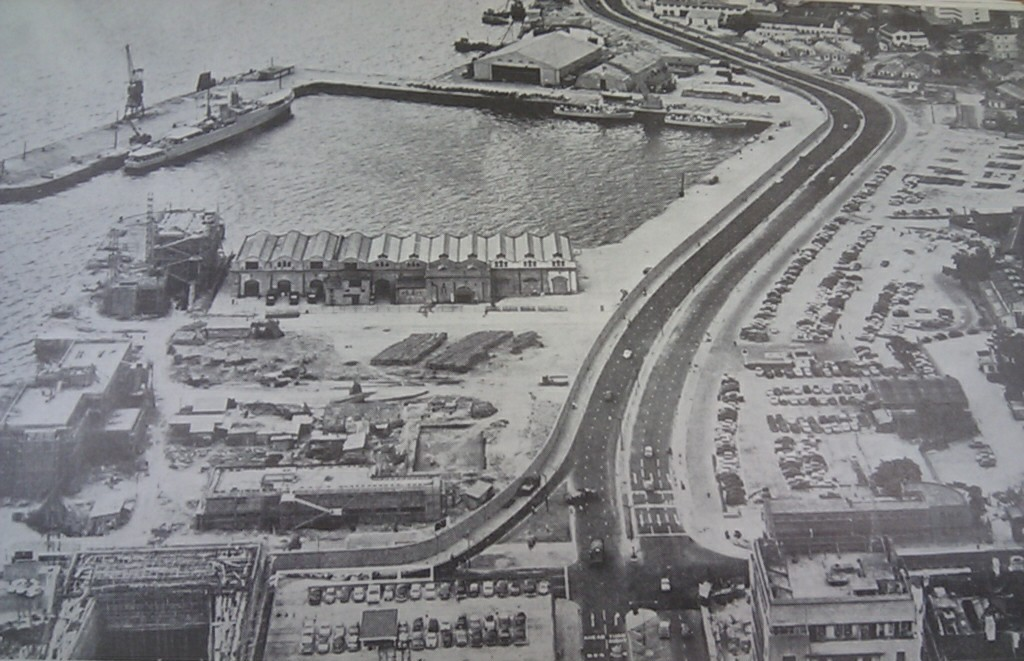
Британская база в середине XX века

Территория района служила местом расположения важнейших объектов британской армии — бараков Веллингтон, бараков Мюррей, бараков Виктория и доков Адмиралтейства. В 1854 году британский флот передал свою базу в Уэст-Пойнте колониальным властям, получив взамен территорию нынешнего района Адмиралтейство. Постепенно на этом месте шло строительство причалов, доков, волноломов и наращивание суши путём насыпки новых участков. В 1941 году британскую базу в Гонконге захватили японские войска, оккупировавшие город. 
В 1959 — 1962 годах военные модернизировали бараки Веллингтон и восстановили сухой док. Фактически территория военной базы разделяла гражданскую застройку северного побережья острова Гонконг на две части. Власти Гонконга много раз пытались вернуть эту территорию под свою юрисдикцию, но получали отказ. Только в 1970-х годах земли района постепенно стали возвращаться под контроль правительства и застраиваться коммерческими зданиями.
Со временем основные структуры военно-морской базы были перемещены на остров Стоункаттерс в Коулуне. В 1980 году на месте бывших военных доков, основанных в 1878 году, открылась станция метрополитена Адмиралтейство, ставшая транспортным центром района (после этого за районом прижилось название Адмиралтейство и он перестал ассоциироваться с соседним районом Центральный). В 1997 году британская военно-морская база Тамар была закрыта, а суда, базировавшиеся в Гонконге, были проданы Филиппинам. В 2008 — 2011 годах на месте бывших причалов и бараков был построен правительственный комплекс Тамар и разбит одноимённый парк.
Осенью 2014 года район стал эпицентром протестов против политики Пекина, направленной на ограничение демократических свобод в избирательном процессе.

## География
С севера район Адмиралтейство ограничен бухтой Виктория, с востока — округом Ваньчай, с запада — районом Центральный. Фактически район делится на три части: северную (от побережья до улицы Коннот-роуд-сентрал), центральную (от улицы Коннот-роуд-сентрал до улицы Куинсвэй) и южную (от улицы Куинсвэй до Кеннеди-роуд). В северной части расположен самый современный парк района — Тамар, разбитый на отвоёванной у моря территории. В центральной части находятся небольшие Харкорт-гарден и Адмиралти-гарден, в южной части в состав района входит небольшой участок Гонконгского парка — крупнейшего общественного парка округа.

## Экономика
В Адмиралтействе расположено множество офисных зданий, отелей и торговых центров, в которых работает большинство занятых района. Крупнейшим коммерческим комплексом является высотный Пасифик-плейс, который объединяет офисные здания, отели, жилые апартаменты и четырёхуровневый торговый центр (через подземные переходы комплекс связан со станцией метро Адмиралтейство).
В One Pacific Place базируются местные офисы American Express Bank, National Australia Bank, Chiba Bank и Shinkin Central Bank, в Two Pacific Place — офисы Credit Lyonnais, Mizuho Corporate Bank, Toronto-Dominion Bank, Standard Bank Asia и Woori Bank. Другими важнейшими офисными центрами Адмиралтейства являются Адмиралти-сентр (штаб-квартира Poly Property Group, местные офисы Agricultural Bank of China, Bank of Tokyo-Mitsubishi, Mitsubishi Corporation, DZ Bank, Taishin International Bank, El Al Israel Airline, South African Airways и Swissair Transport), Юнайтед-сентр (местные офисы Bank of Nova Scotia, Singapore Airlines, Thai Airways International и China National Aviation Corp), Фар-ист-файнэншл-сентр (местные офисы Korea Exchange Bank и Bank Negara Indonesia), Мюррей-билдинг, CITIC Tower (штаб-квартира CITIC Pacific, местные офисы HypoVereinsbank, Erste Bank и Natexis Banques Populaires) и Липпо-центр (местные офисы China Construction Bank, Jian Sing Bank и Air Lanka). 
К крупнейшим торговым центрам района относятся Pacific Place (включая универмаг Harvey Nichols), Queensway Plaza и Admiralty Centre Shopping Arcade. В состав комплекса Пасифик-плейс входят отели JW Marriott,  Shangri-La и Conrad International. 

## Транспорт
Главными транспортными артериями Адмиралтейства являются улицы Коннот-роуд-сентрал, Харкорт-роуд и Куинсвэй, связывающие районы Центральный и Ваньчай. Важным пересадочным узлом является станция метро Адмиралтейство, на которой пересекаются линии Айленд и Чхюньвань. Рядом с этой станцией (на первом уровне Юнайтед-сентр) расположен автобусный терминал Адмиралтейство (Восток). Через район пролегают трамвайные линии, а также широкая сеть автобусных маршрутов (в том числе и микроавтобусов). Имеется несколько стоянок такси.

## Административные функции

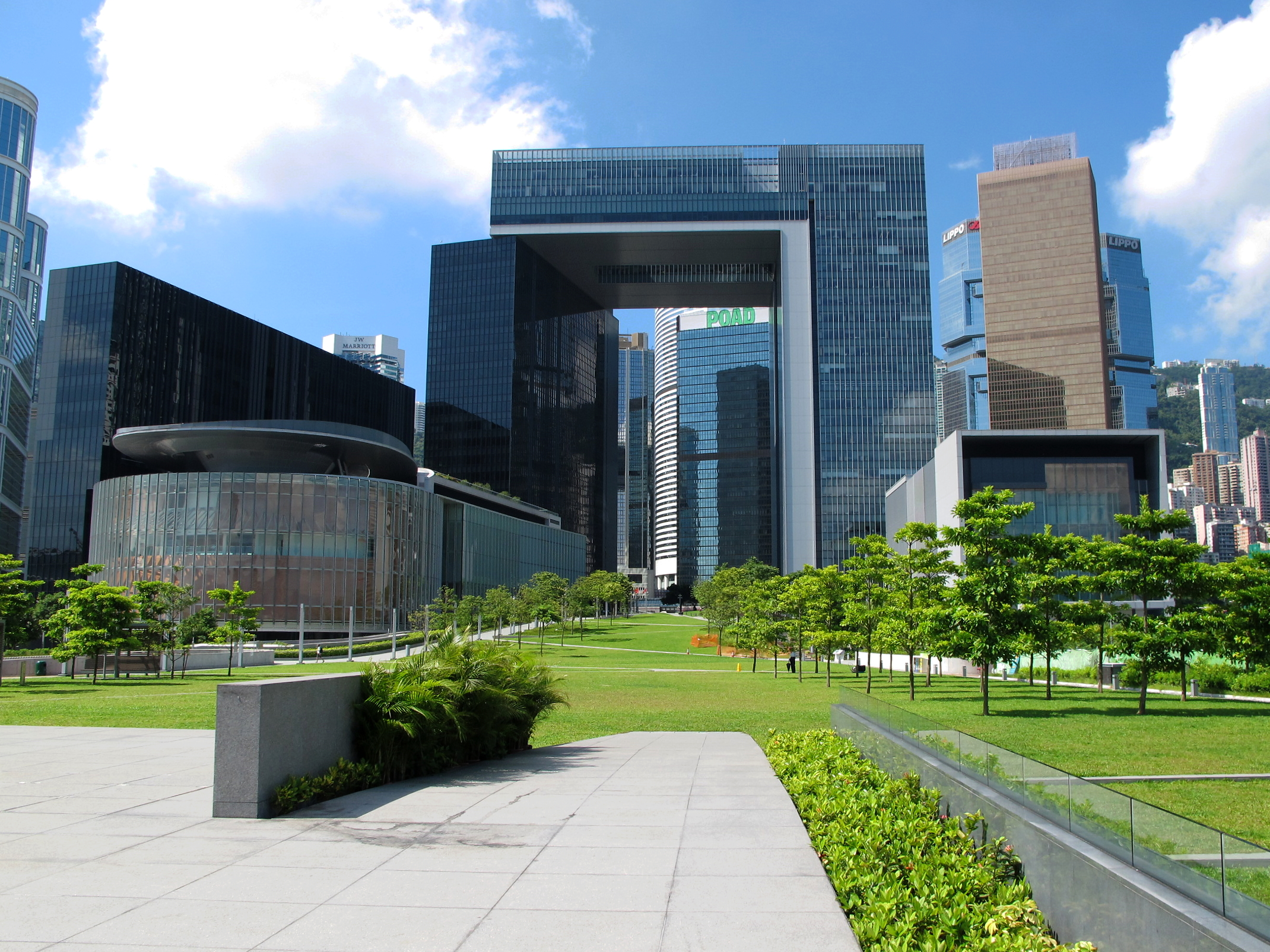
Правительственный комплекс Тамар

В районе расположен главный административный комплекс Гонконга (Тамар), который включает в свой состав офис главы правительства, комплекс Законодательного совета и центральный правительственный комплекс. Кроме того, в Адмиралтействе расположены Высший суд Гонконга и высотный комплекс Куинсвэй-говермент-оффис-билдинг, в котором также расположены офисы судебных органов.
Также в Адмиралтействе находятся генеральные консульства Великобритании, Франции, Германии, Индии и Филиппин, экономический и культурный офис Тайбея (фактически посольство Тайваня в Гонконге), а также гонконгский офис Британского совета.

## Здравоохранение
В районе расположен медицинский центр Quality HealthCare.